# 卡穆尼亚诺
卡穆尼亚诺是意大利艾米利亚-罗马涅大区博洛尼亚省的一个镇，距离大区首府博洛尼亚约40公里。